# Кравцівський заказник
Кравцівський — ентомологічний заказник місцевого значення. Об'єкт розташований на території Шевченківської селищної громади Куп'янського району Харківської області, на схід від села Кравцівка.
Площа — 22 га, статус отриманий у 2008 році.
Охороняється балка зі струмком, що впадає у річку Балка Віднога. Рослинність представлена лучними, справжніми та чагарниковими степами на схилах, водно-болотними видами на днищі балки та порослевою дібровою віком близько 100 років у північній частині. Заказник підтримує існування рідкісних комах та корисних запилювачів сільськогосподарських культур. 
Трапляється ковила Лессінга, занесена до Червоної книги України та її угруповання, занесене до Зеленої книги України. Також зростають регіонально рідкісні вишня степова, оман високий, шавлія поникла та лучна, барвінок трав'янистий.